# 四二九空戰
四二九空戰（英語：429 Air Battle over Wuhan；或稱四二九武漢空戰、武漢空戰），是在1938年4月29日武漢上空發生的一次空戰，為中國抗日戰爭的一部分。

## 概要

### 序幕
中華民國空軍原研判日本皇軍會在1938年4月29日（即日本天長節）進攻武漢，於是將兵力集中於武漢，擬予日方「意外之打擊」。果然，如國軍所料，35架日軍戰機在當天下午四點三十分分兩路侵入武漢。

### 制空計劃
為應對日軍侵漢，國軍以I-16戰機巡邏上空，並專攻日軍轟炸機；另以I-15戰機巡邏武漢外圍東北方，並吸引日軍驅逐機脫離轟炸機羣，從而爲I-16戰機羣創造攻擊日軍轟炸機羣的機會。

### 戰果
國軍擊落日軍驅逐機11架、轟炸機10架，自身則損失12架戰機，傷亡11人，其中陳懷民在其座機受創後，撞擊日軍戰機後犧牲。